# Linux中文文件計劃
Linux中文文件計劃目的在為Linux作業系統提供豐富，完整，高品質的中文文件。但目前已停止更新。

## 緣起
90年代中期，Linux逐漸在台灣風行，不過仍是學生以及電腦高手的玩物。中文文件的缺乏，使得Linux的推廣與普及誠屬不易。有鑑於此，當時任職於晶誠興業工程師的黃志偉，開始翻譯Linux文件計劃（LDP）上的HOWTOs文件，並透過BBS等論壇，號召熱心志工加入。隨後黃志偉將此計劃命名為「Linux中文文件計劃」，英文簡稱CLDP。

## 歷史
- 1997年8月，Linux中文文件計劃正式開始。黃志偉完成了HOWTO-INDEX、Chinese HOWTO等文件翻譯。許多Linux玩家開始熱心響應。
- 1997年10月，CLDP的ftp站台建置於台大物理系，sunsite開始mirror這些中譯文件，使得CLDP成為LDP計劃的一部分。隨後，大眾網路提供網站空間和頻寬供CLDP使用。同月也開始提供簡體字版本。
- 1998年1月，黃志偉等改寫Chinese HOWTO，成為第一份關於Linux中文化技術的參考文件。這也是第一份中英文同步發佈的HOWTO文件。
- 1998年5月，首度網頁格式改版。更為清楚而易於閱讀。同時也開始加入非HOWTOs的翻譯或創作中文文件。
- 1998年7月，新增許多映射站台，包括中國大陸地區。CLDP FAQ完成。
- 1998年8月，黃志偉發表SGMLtools中文套件v0.7，以解決中文SGML文件的轉換問題。
- 1998年9月，開始提供rpm套件包裝格式。安裝rpm後可得到所有翻譯文件。
- 1998年11月，ftp主站台移至ftp.linux.org.tw，由中央研究院提供的網站主機與頻寬。
- 1998年12月，搜尋引擎上線，由吳慶鴻協助架設。
- 1999年8月，GNU GPL中譯版上線。
- 1999年12月，翻譯統計上線。
- 2000年1月，SGMLtools中文套件v1.1版發佈。
- 2002年12月，宣佈重新改版。
- 2003年起，改由citybjc接手此計劃，並正式改版。

## 成果
根據該網站至2003年二月為止的統計，已翻釋或翻譯中的HOWTOs和mini-HOWTOs約兩百五十餘篇，完成度約百分之五十。
此計劃最活躍時期約為1998-1999年間。當時有數十名志工的參與，完成上百篇翻譯文章。在台灣各大學院校、香港、中國大陸等地區都有映射站台。至少兩家出版社將CLDP文件集結出書。成為華文地區最大型的自由軟體計劃，對Linux的中文化與普及化幫助很大。
然而自2000年起，隨著Linux的商業化發展日益成熟，各類中文Linux資訊網站日漸增加，商業出版品也不虞匱乏，使得此計劃重要性日減。另一方面有些譯者未能及時更新文件，使得內容過時與老舊，也讓此計劃參考性大失。
2003年由citybjc接手後，改弦易轍，以翻譯Linux電子報（Linux Gazette）為主。然而原先翻譯的HOWTOs文件並未重新上線，使得前人努力無法延續。同時也未積極號召新血加入。終使此計劃成為一人計劃，翻譯進度嚴重落後。2003年三月左右已不見更新。
所幸由台灣中央研究院所提供的網站主機與頻寬，在專人與社群志工維護下，所有資料得以保存至今。部分資料仍具參考價值（如GNU GPL之中譯）。

## 出版
已知以CLDP內容集結成書的有：
- 百資科技股份有限公司出版
  - Linux HOWTO ISBN 957-97830-1-2
  - Linux mini-HOWTO ISBN 957-97830-2-0
- 松崗電腦圖書資料股份有限公司出版
  - Linux技術參考手冊 系統·雜類篇ISBN 957-22-3225-8
  - Linux技術參考手冊 週邊設備·網路篇ISBN 957-22-3236-3

## 類似計劃
- Linux中文延伸套件計劃

## 外部連結
- CLDP舊版
- CLDP新版
- The Linux Documentation Project （页面存档备份，存于）